# Mucky Foot Productions
La Mucky Foot Productions Ltd era un'azienda inglese attiva dal 1997 al 2003, nota per lo sviluppo di tre videogiochi per PC. Venne fondata dopo la chiusura di Bullfrog Productions (nota per lo sviluppo di giochi come Theme Park, Theme Park World e  Theme Hospital), da parte di alcuni dipendenti restii all'idea di lavorare per EA.

## Videogiochi sviluppati
- Urban Chaos (1999)
- StarTopia (2001)
- Blade II (2002)

### Videogiochi annullati
- Bulletproof Monk
- The Punisher
- Urban Chaos 2